# FishBase
A FishBase a valódi halak (Pisces) online adatbázisa. A Web halakkal kapcsolatos  legnagyobb és leginkább használt adatbázisa.
A FishBase széleskörűen tartalmazza a halfajok adatait, beleértve a rendszertani adatokat, a földrajzi elterjedtséget, a biometrikus és morfológiai adatokat, viselkedésükkel kapcsolatos ismereteket, élőhelyi környezetüket, ökológiai és populációdinamikai adataikat úgymint a szaporodással, anyagcserével és genetikával kapcsolatos adatokat. Az adatbázisban elérhetők olyan eszközök, mint az ökológiai piramis, azonosítókulcsok, biogeográfiai modellek, halászati statisztikák, és fajta szinten közvetlen kapcsolatok más adatbázisokhoz.

## Tevékenysége
| The FishBase Consortium                                                |
|                                                                        |
| Thessaloniki Arisztotelész Egyetem, Szaloniki, Görögország             |
| Halászati Tudományok Akadémiája, Peking, Kína                          |
| Brit Columbiai Egyetem, Vancouver, Brit Columbia                       |
| Élelmezésügyi és Mezőgazdasági Világszervezet (FAO), Róma, Olaszország |
| Nemzeti Természettudományi Múzeum, Párizs, Franciaország               |
| A Királyi Közép-Afrika Múzeum, Tervuren, Belgium                       |
| Svéd Királyi Természettudományi Múzeum, Stockholm, Svédország          |
| WorldFish, Penang, Malaysia                                            |

A FishBase létrehozásának szükségessége az 1970-es évek során került napirendre, amikor előtérbe kerültek a környezetvédelmi problémák és a fenntarthatóság kérdése. A halászat számára egyre fontosabbak lettek az ichthyológiai kutatások. 1988-ban kezdte meg működését a FishBase alapját képező első adatbázis, ami leginkább a trópusi halak adatait tartalmazta, ennek továbbfejlesztése a FishBase. A FishBase 1996 augusztusában vált online-ná és jelenleg (2018) a világ legnagyobb és legteljesebb ichthyológiai adatbázisa.
Jelenleg a FishBase-t egy 9 tudományos intézet által működtetett konzorcium irányítja. A tudományos munkában közel 2000 tudományos munkatárs vesz részt, közöttük magyar kutatók is a Magyar Haltani Társaságtól és az MTA ÖK Balatoni Limnológiai Intézetből. A tudományos munkát és az adatbázis üzemeltetését az Oceánológiai Kutatások Helmholtz Centruma koordinálja Kielben.